# 哈里·M·多尔蒂
哈里·米迦哈·多尔蒂（英語：Harry Micajah Daugherty，1860年1月26日—1941年10月12日）,美国政治家，俄亥俄州共和党重要人物，曾担任沃伦·哈定的竞选经理，提出“不树敌”（make no enemies）策略，在哈定和卡尔文·柯立芝总统时期担任美国司法部长，卷入哈定总统任期内茶壺山醜聞案。

## 影视演绎
多尔蒂的角色曾出现在一些美国影片中，包括由克里斯托弗·麦克唐纳扮演的《大西洋帝国 (第一季)》。